# Charlotte Auerbach
Charlotte Auerbach   (Krefeld, 14 de maig de 1899 - Edimburg, 17 de març de 1994), Charlotte "Lotte" Auerbach, va ser una genetista alemanya jueva que va contribuir a la fundació de la mutagènesi. Esdevingué una personalitat l'any 1942 quan va descobrir amb A. J. Clark i J. M. Robson que el gas mostassa podia causar mutacions a les mosques del vinagre. Va escriure 91 articles científics, i va ser membre de la Royal Society of Edimburg i de la Royal Society.
L'any 1976 va ser guardonada amb la Darwin Medal de la Royal Society. A més de les seves contribucions científiques i de la seva dedicació cap a la ciència, també va destacar de moltes altres maneres, perquè tenia interessos molts diversos, i era coneguda per fer gala d'una gran independència.

## Biografia
Charlotte Auerbach va néixer a Krefeld, Alemanya, filla de Selma Sachs i Friedrich Auerbach. És possible que rebés influències dels científics de la seva família: el seu pare era químic, el seu oncle era físic, i el seu avi era l'anatomista Leopold Auerbach.
Va estudiar biologia i química a les universitats de Würzburg, Freiburg i Berlín. Va ser alumna de Karl Haider i Max Hartmann a Berlín, i més tard de Hans Kniep a Würzburg. Després d'obtenir molt bons resultat als exàmens de biologia, química, i física, es va decidir inicialment per fer-se professora de ciències de secundària, i va passar els exàmens necessaris per ser-ho, amb distinció, l'any 1924.
Va ensenyar a la Universitat de Heidelberg (1924-1925) i breument a la Universitat de Frankfurt, de la qual va ser rebutjada –probablement perquè era jueva. L'any 1928 va començar a fer la recerca de postgrau a l'Institut de Biologia Kàiser Wilhelm (Berlín-Dahlem) en Fisiologia del Desenvolupament sota la tutoria d'Otto Mangold. L'any 1929 va abandonar la seva feina amb Mangold, que més tard es va unir al partit Nazi. A més, Auerbach trobava que les seves formes dictatorials eren desagradables. En resposta al seu suggeriment per canviar la direcció del seu projecte, ell li va respondre "Ets la meva estudiant, fas el que jo dic. El què tu penses no comporta cap conseqüència!".
Va tornar a ensenyar biologia a diverses escoles de Berlín, fins que el partit Nazi va prohibir-ho als jueus. Seguint el consell de la seva mare, va abandonar el país l'any 1933 i va fugir a Edimburg on va obtenir el doctorat l'any 1935 a l'Institut de Genètica Animal de la Universitat d'Edimburg. Va romandre afiliada a aquest Institut durant tot la seva carrera.

## Investigació a Edimburg
La tesi doctoral d'Aauerbach va tractar sobre el desenvolupament de les cames en el gènere Drosophila. Després de la seva defensa, es va convertir en assistent personal de Francis Albert Eley Crew, que la va connectar a l'animat grup de científics que havia reunit, i també amb científics convidats, com Julian Huxley, JBS Haldane i amb el de més importància per a Lotte, Hermann Joseph Muller. El famós genetista i investigador de les mutacions va viure a Edimburg entre els anys 1938 i 1940 i la va introduir a les investigacions sobre aquest tema.
Al principi, va rebutjar treballar amb Muller quan Crew li ho va proposar. Tanmateix, Muller, que era present quan Lotte es va oposar el seu cap Mangold, li va assegurar que només volia treballar amb persones que estiguessin interessades en els seus projectes. Com que ella estava interessada en el funcionament dels gens, Muller la va convèncer per estudiar-ne les mutacions. En paraules d'Auerbach: "El seu [Muller] entusiasme per la recerca de les mutacions era contagiós i d'aquell dia ençà m'hi vaig dedicar. Mai me'n vaig penedir."
La investigació feta per Auerbach sobre les mutacions genètiques va romandre sense publicar durant molts anys perquè la feina amb el gas mostassa era considerada informació classificada pel govern. Finalment va ser capaç de publicar-la l'any 1947. Després de ser una instructora ajudant en genètica animal, Auerbach va esdevenir una professora associada l'any 1947, professora de Genètica l'any 1967 i va acabar la seva carrera professional com a professora Emèrita l'any 1969.

## Ensenyament
Tot i que considerava que ensenyar a les escoles de vegades era difícil, va gaudir de l'ensenyament universitari i les seves classes eren models de claredat, normalment impartides sense cap tipus d'apunts. Parlava amb autoritat, però no li importaven les preguntes i permetia les discussions a classe.
Va escriure diversos llibres per ensenyar genètica, molts dels quals van ser traduïts en altres llengües. El seu llibre, Genètica en l'Edat Atòmica (1956) va ser elogiat pel Butlletí de Científics Atòmics per les seves explicacions excel·lents d'"un assumpte inherentment tècnic."

## Posicions
Va donar suport la campanya per al desarmament nuclear, va oposar-se feroçment a l'apartheid, i va gala d'un pensament liberal. L'any 1947, va publicar un llibre d'històries de fades titulat Aventures amb Rosalind sota el pseudònim de Charlotte Austen.

## Vida personal
Charlotte era filla única, nascuda a la tercera generació d'una família jueva que havia viscut durant diverses generacions a Breslau. Després de fugir de l'Alemanya nazi l'any 1933, va esdevenir ciutadana naturalitzada britànica l'any 1939.
Auerbach no es va casar mai ni va tenir descendència. De manera extraoficial va 'adoptar' dos nois. Un, Michael Avern, era el fill d'una companya de parla alemanya de la seva pròpia mare anciana, que també havia fugit a Gran Bretanya. L'altre, Angelo Alecci, va venir d'un família pobra siciliana a través de la fundació Save the Children.
El 1989, a l'edat de 90 anys, va cedir la seva casa a Edimburg a Michael Avern i es va traslladar a la Abbeyfield Home, a Polwarth Terrace, Edimburg, que era gestionada per l'església. Va morir allà cinc anys després, el 1994. Va ser cremada al Mortonhall Crematorium.

## Premis, honors i distincions

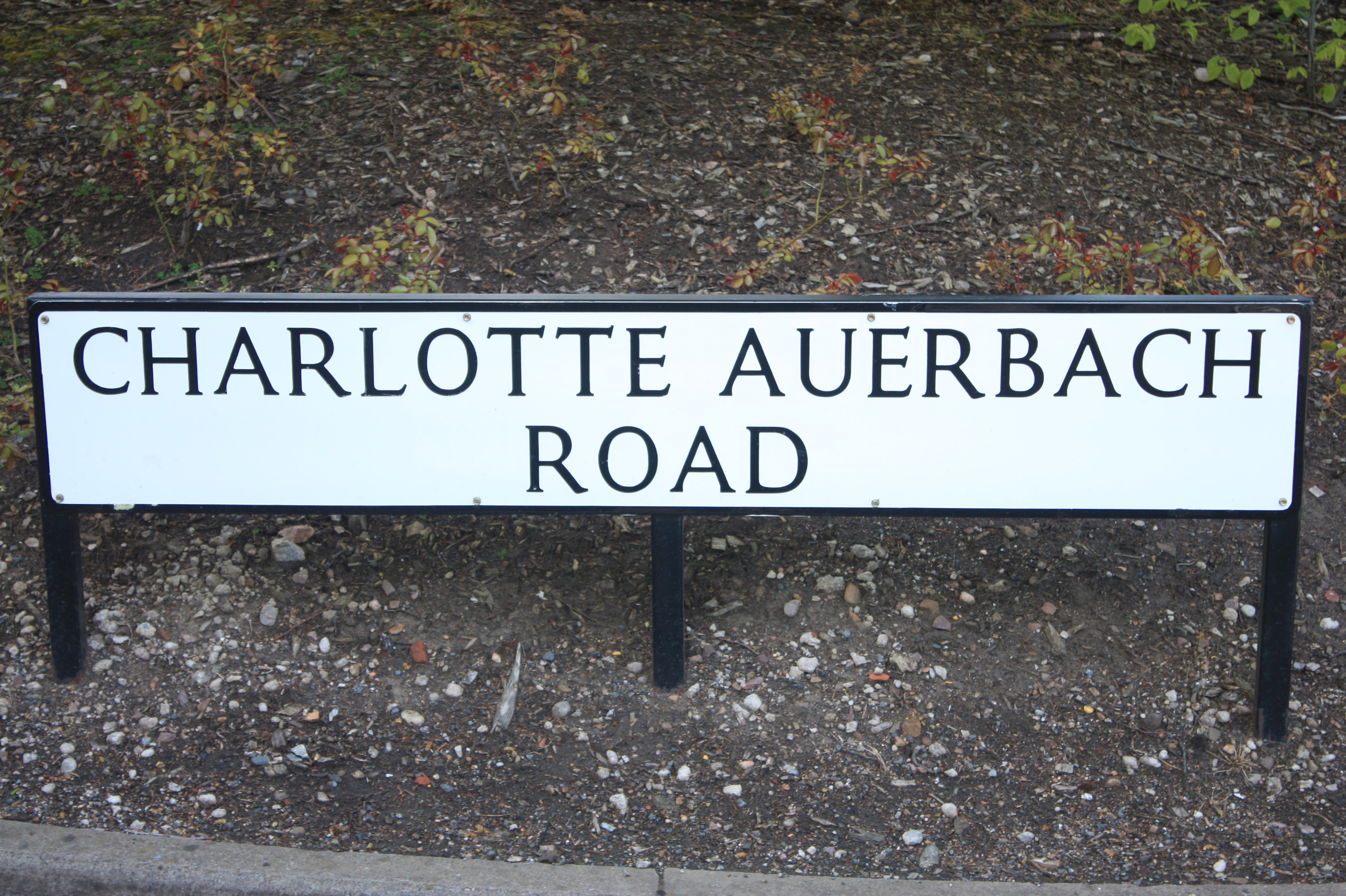
Carretera Charlotte Auerbach, Edimburg

- Keith Premi, Societat Reial d'Edimburg (1947)
- Membre de la Societat Reial d'Edimburg (1949)
- Membre de la Societat Reial (1957)
- Membre estranger, Acadèmia danesa de Ciència (1968)
- Membre estranger, Acadèmia Nacional de Ciències (1970)
- Honorary Graus, Leiden Universitat (1975), Trinity Universitat, Dublín (1976), Universitat de Cambridge (1976), Indiana Universitat (1984)
- Darwin Medalla, Societat Reial (1976)
- Company, Regne Unit Mediambiental Mutagen Societat (1978)
- Prix de d'Institut de la Vie (Afectuós, Electricité de França) (1982)
- Gregor Mendel Preis, German Genetical Societat (1984)

La recompensa més gran per a ella, tanmateix, era el telegrama del seu heroi Hermann Joseph Muller enviat després dels seus primers resultats mutants cridaners el juny de 1941, el qual deia: "Estem emocionats pel teu important descobriment que obre un gran camp teòric i pràctic. Enhorabona."
Una habitació a l'edifici de la Societat Reial d'Edimburg a George Street porta el seu nom.
Hi ha un carrer anomenat Charlotte-Auerbach-Straße a Stuhr-Brinkum. Un dels carrers de complex universitari Kings Buildings a Edimburg es va anomenar carretera Charlotte Auerbach en honor seu.

## Obres

### Llibres
- Auerbach C., 1961, 1964. The Science of Genetics. New Yoerk, Harper & Row.
- Auerbach C., 1965. Notes for Introductory Courses in Genetics. Edinburgh: Kallman.
- Auerbach C, 1976. Mutation Research: Problems, Results and Perspectives. London: Chapman & Hall.

### Publicacions selectes
- Auerbach, C.; Robson, J. M.; Carr, J. G. Science, 105, 2723, 1947, pàg. 243–247. Bibcode: 1947Sci...105..243A. DOI: 10.1126/science.105.2723.243. PMID: 17769478.
- Auerbach, C Nature, 189, 1960, pàg. 169.
- Auerbach C., 1961. Chemicals and their effects. In: Symposium on Mutation and Plant Breeding, National Research Council Publication 891, 120-144. Washington DC: National Academy of Sciences.
- Auerbach C., 1962. Mutation: An introduction to research on Mutagenesis. Part I. Methods. Edinburgh: Oliver & Boyd.
- Auerbach, C Genetical Research, 3, 3, 1962, pàg. 461–466. DOI: 10.1017/s001667230000330x.
- Auerbach, C.; Falconer, D.S.; Isaacson, J.A. Genetical Research, 3, 3, 1962, pàg. 444–447. DOI: 10.1017/s0016672300003281.
- Auerbach C., 1963. Stages in the cell cycle and germ cell development. In: Radiation effects in Physics, Chemistry and Biology, edited by Ebert, M. & A. Howard, 152-168. Chicago Year Book Medical.
- Auerbach, C Microbial Genetics Bulletin, 17, 1966, pàg. 5.
- Auerbach, C Nature, 210, 5031, 1966, pàg. 104. Bibcode: 1966Natur.210..104A. DOI: 10.1038/210104a0.
- Auerbach, C Science, 158, 3805, 1967, pàg. 1141–1147. Bibcode: 1967Sci...158.1141A. DOI: 10.1126/science.158.3805.1141.
- Auerbach, C.; Ramsey, D. Mutation Research, 4, 4, 1967, pàg. 508–510. DOI: 10.1016/0027-5107(67)90014-0.
- Auerbach, C Mutation Research, 10, 3, 1970, pàg. 256. DOI: 10.1016/0027-5107(70)90124-7.
- Auerbach, C.; Ramsey, D. Molecular and General Genetics, 109, 1970, pàg. 1–17. DOI: 10.1007/bf00334042.
- Auerbach, C Molecular and General Genetics, 109, 4, 1970, pàg. 285–291. DOI: 10.1007/bf00267697.
- Auerbach, C.; Kilbey, B.J. Annual Review of Genetics, 5, 1971, pàg. 163–218. DOI: 10.1146/annurev.ge.05.120171.001115. PMID: 16097655.
- Auerbach, C.; Ramsay, D. Mutation Research, 11, 4, 1971, pàg. 353–360. PMID: 5111491.
- Auerbach, C Mutation Research, 18, 2, 1973, pàg. 129–141. DOI: 10.1016/0027-5107(73)90029-8.
- Auerbach, C.; Moutschen-Dahmen, M.; Moutschen, J. Mutation Research, 39, 3–4, 1977, pàg. 317–362. DOI: 10.1016/0165-1110(77)90011-2.
- Auerbach, C Perspectives in Biology and Medicine, 21, 3, 1978, pàg. 319–334. DOI: 10.1353/pbm.1978.0000.